# Maybe (artiste)
Pour les articles homonymes, voir Maybe.
めいびい
Œuvres principales
- Dusk Maiden of Amnesia
- Tales of Wedding Rings
- To the Abandoned Sacred Beasts

Maybe (めいびい, Meibii) est un duo de mangaka japonais. Ils réalisent à la fois des mangas tout public et des mangas pour adultes.

## Biographie
En 2005, ils font leurs débuts dans le magazine Comic Muga d'Ōtō Shobō. Par la suite, des one-shot sont publiées dans d'autres magazines de manga pour adultes tels que Comic Rakuten de Wanimagazine et Comic MegaStore de Core Magazine.
En 2006, Matsugaoka Angel a été prépubliée à partir du premier numéro du Young Champion Retsu d'Akita Shoten et font leurs débuts dans un magazine de manga destiné au grand public.
En 2008, ils sont responsables des illustrations et des character design pour le jeu vidéo pour adultes Kagerō Tōryūki (ja) développé par railSoft. Dusk Maiden of Amnesia est lancée dans le Gangan Powered de Square Enix au cours de la même année, avant d'être publiée dans le Monthly Gangan Joker en 2009. La série est publiée jusqu'en 2013 dont une adaptation en une série télévisée d'animation est diffusée pour la première fois en 2012.
Ils mènent également des activités dōjin avec leur cercle appelé Armored Ginkakuji (アーマードギンカクジ, Āmādo Ginkakuji) depuis 2006 en réalisant des dōjinshi de Persona 3, Persona 4 et d'autres séries.

## Œuvres

### Mangas

#### Tout public
- Matsugaoka Angel (松ヶ丘エンジェル, Matsugaoka Enjeru?) : 18 janvier 2008  (ISBN 978-4-25325-533-2)[2] ;
- 7-daime no tomari! (7代目のとまり!?) : 19 février 2010  (ISBN 978-4-25325-506-6)[2] ;
- Dusk Maiden of Amnesia (黄昏乙女×アムネジア, Tasogare otome × Amunejia?) : publiée entre 2009 et 2013 dans le Monthly Gangan Joker[7] ;
- Tales of Wedding Rings (結婚指輪物語, Kekkon yubiwa monogatari?) : publiée depuis 2014 dans le Monthly Big Gangan[8] ;
- To the Abandoned Sacred Beasts (かつて神だった獣たちへ, Katsute kamidatta kemono-tachi e?) : publiée depuis 2014 dans le Bessatsu Shōnen Magazine[9].

#### Pour adultes
- Mankai Otome (満開乙女?) : 29 août 2008  (ISBN 978-4-86269-065-4)[2].

### Jeux vidéo
- Kagerou Note (ja) (霞外籠逗留記, Kagerō Tōryūki?) : Illustrations et character design (développé par raiL soft (ja), sorti le 25 juillet 2008)[4] ;
- Oiran Rouge (オイランルージュ -花魁艶紅-, Oiran Rūju?) : Illustrations et character design (développé par Liar soft (ja), sorti le 22 juillet 2008)[10].